# Eleni Tzoka

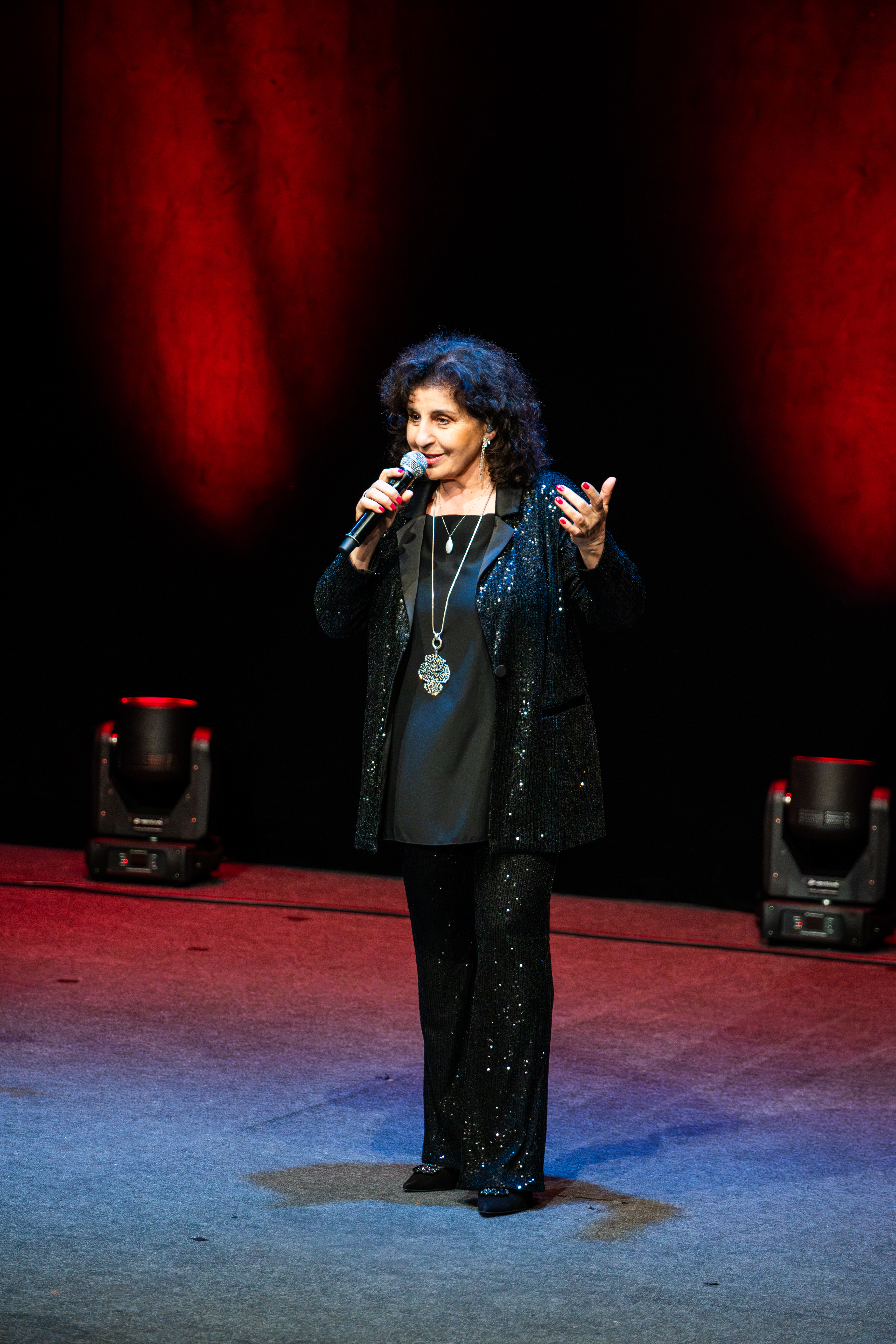
Eleni Tzoka, 2024

Eleni Tzoka (sinh ngày 27 tháng 4 năm 1956) là một ca sĩ người Ba Lan gốc Hy Lạp.

## Sự nghiệp
Eleni Tzoka gia nhập ban nhạc Prometheus vào năm 1975 và ra mắt tại một buổi hòa nhạc ở Gdańsk vào ngày 20 tháng 7 năm 1975.
Tzoka đã phát hành vài chục album và tổ chức nhiều buổi hòa nhạc không chỉ ở Ba Lan mà còn ở Nga, Cộng hòa Séc, Slovakia, Đức, Pháp, Thụy Điển, Hoa Kỳ, Canada và Úc.
Năm 2003, bà nhận giải thưởng Złote Zdrowie (Trái tim vàng) từ Quỹ Thánh Stanisław Kostka dành cho trẻ em và thanh thiếu niên khuyết tật ở Katowice. Một năm sau, bà được trao Huân chương Thánh Albert vì những đóng góp từ thiện và giúp đỡ người mắc bệnh AIDS và người khuyết tật.